# Лонжмер (озеро)
Лонжмер (фр. Lac de Longemer) — озеро поблизу Ксонрю-Лонжмер у Вогезах, Франція. На висоті 736 м його площа поверхні становить 0,76 км².

## Опис

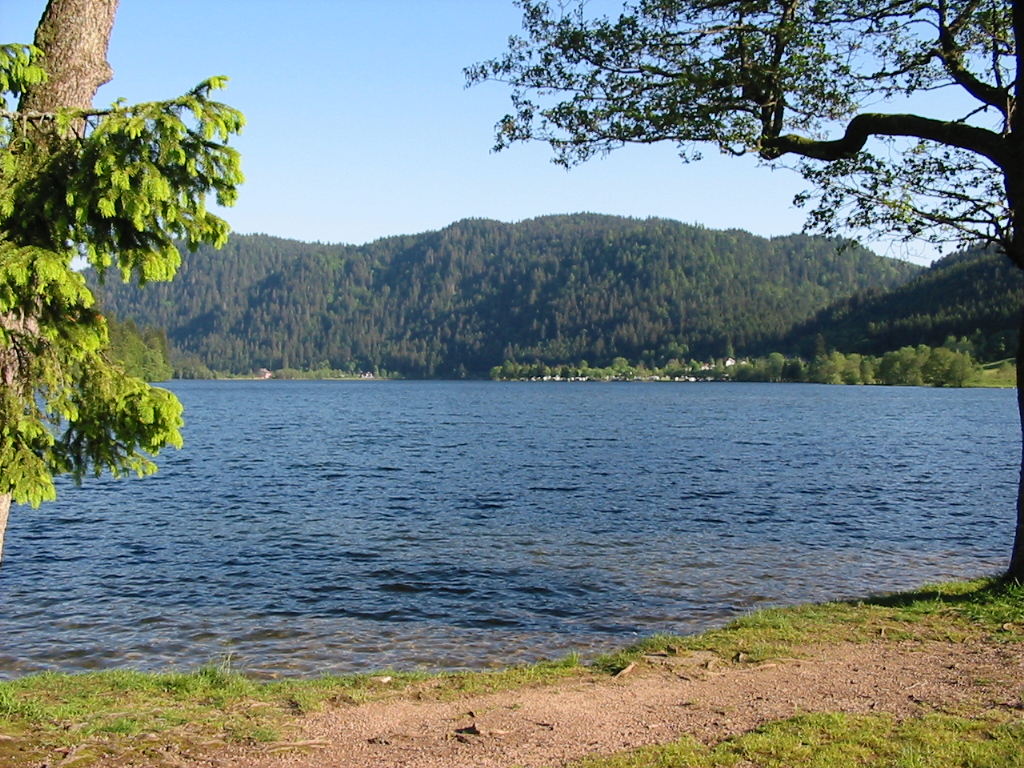
Вид озера з берега.

Озеро Лонгемер є моренним дамбовим озером, утвореним як тонкими, так і грубими нагромадженнями льодовикового походження, пересіченими річкою Волонню. У напрямку долини простягається на 76 га. Його розміри становлять 1950 метрів в довжину і 550 в ширину, глибина перевищує 30 метрів.

## Дозвілля
До місцевості біля озера постійно приїзжають туристи. Це відображається в наявності поруч кількох кемпінгів і багатьох можливостей для прогулянок, риболовлі та інших водних видів дозвілля. Завдяки своїй доступності та галіевтичним якостям озеро Лонжмер було обрано для проведення певних раундів чемпіонату світу з риболовлі нахлистом, організованого Францією, FIPS та FFPML у липні 2002 року.
У безпосередній близькості від озера є кілька вершин, що домінують над ним: О-де-Сен-Жак (1138 м), Фашпремон (1086 м) на півдні та Булар (1075 м) на півночі.
З 2002 року озеро та його околиці, (площа 900 гектарів), були класифіковані як видатні місця, щоб назавжди зберегти ідентичність і красу місця Лонгемер.